# Wolseley Ten
El Wolseley Ten es un automóvil ligero que fue producido en el Reino Unido por Wolseley Motors Limited en 1939 y de 1945 a 1948.

## Historia

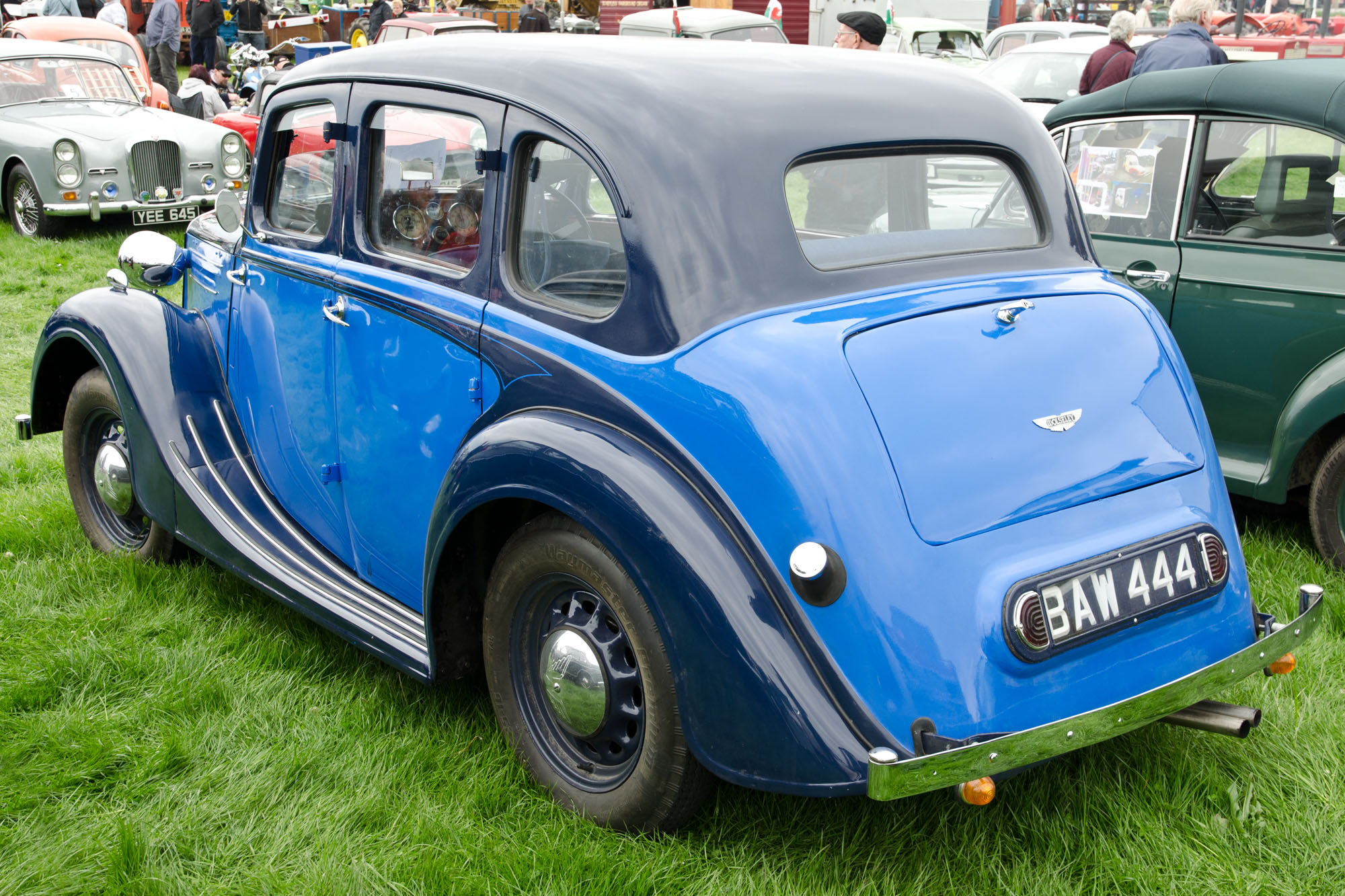
1939 Wolseley Ten de 4 puertas berlina

La clase de automóviles de diez caballos fiscales era una parte importante del mercado en la década de 1930 en Gran Bretaña, y Wolseley se introdujo en el sector con su 10/40 de 1936 basado en el Morris Ten  contemporáneo. Tanto Morris como Wolseley eran parte de la Organización Nuffield. El 10/40 dejó de producirse en 1937 y no fue hasta febrero de 1939 cuando Wolseley introdujo el Ten como reemplazo. 
El nuevo automóvil se basó nuevamente en el Morris Ten, esta vez la Serie M de 1938, pero con una diferencia importante. Mientras que el automóvil Morris tenía una construcción semi unitaria, el Wolseley tenía un chasis de sección de acero con arriostramiento cruciforme. Compartían muchas de las piezas prensadas de la carrocería de acero. Para mantener un peso reducido, la distancia entre ejes de 90 pulgadas (2286,0 mm) era 4 pulgadas (101,6 mm) más corta que la del Morris. La suspensión no era independiente y usaba muelles semielípticos en los dos ejes. Se instalaron frenos de tambor hidráulicos Lockheed, y el motor de 1140 cc designado XPJW también era un poco más potente que el del Morris, entregando 40 caballos (30 kW; 41 CV) frente a 37 caballos (28 kW; 38 CV).
Como el automóvil estaba destinado a competir en el sector de lujo, estaba bien equipado con tapicería de cuero, alfombras de pelo y adornos de nogal. Sus asientos fueron los primeros en usar la espuma de  caucho Dunlopillo, en lugar de los muelles helicoidales metálicos tradicionales, siendo posiblemente el primer automóvil producido en serie en usar este nuevo material. La columna de dirección era ajustable tanto en inclinación como en longitud. Cuando se lanzó, el automóvil tenía un precio de 215 libras, 40 más que el Morris con la opción de un sistema Jackall incorporado, que podía levantar hidráulicamente una rueda del suelo para cambiar las llantas por 5 libras adicionales. 
En junio de 1939, se añadió al sedán un cupé de dos puertas con un precio de 270 libras, pero parece que se fabricaron  muy pocos. El concesionario londinense Eustace Watkins también ofreció su propia versión drophead. Con el estallido de la Segunda Guerra Mundial en 1939,  se detuvo la producción de automóviles Wolseley, incluidos los Ten. Se produjeron 5261 unidades antes de que la producción cesara a principios de 1941.
La producción se reinició en septiembre de 1945, pero sin la versión drophead. El precio había aumentado considerablemente a 474 libras (en parte debido a impuestos más altos) contra las 378 libras del Morris. El Ten dejó de fabricarse definitivamente en 1948, después de construirse 2715 unidades más, cuando llegó el primero de los diseños de la posguerra. El nuevo Wolseley pequeño era el 4/50, pero con un motor de 1,5 litros era un automóvil más grande y no un reemplazo real. Con Morris Motors (propietarios de la empresa matriz de Wolseley, la Organización Nuffield ) fusionándose con Austin Motor Company para formar British Motor Corporation en 1952, este sector del mercado quedaría en manos de Austin y Morris.